# Espátula Ayre

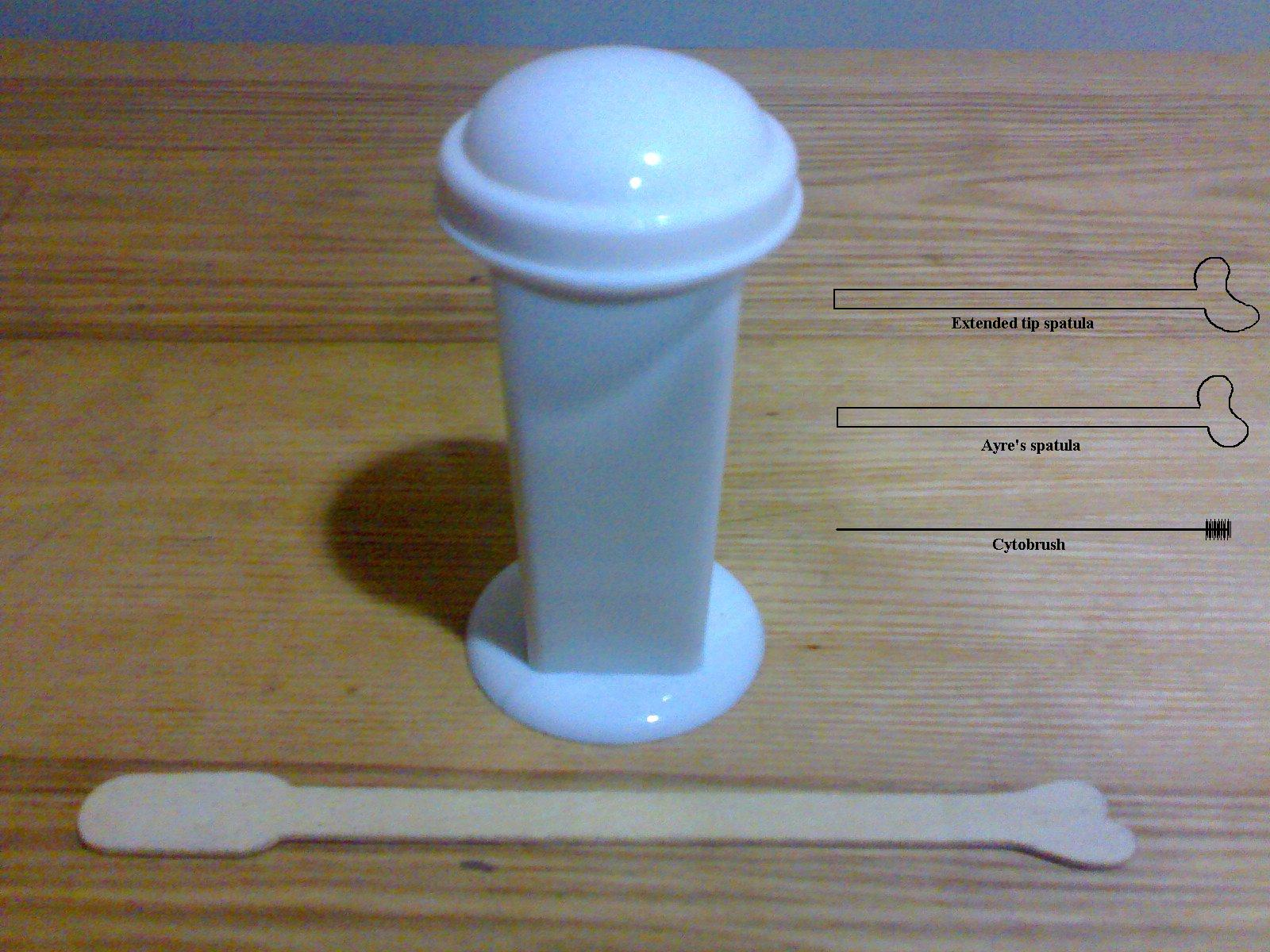
Una espátula Ayre (abajo) con una botella de sujeción de portaobjetos

La espátula Ayre es un dispositivo que se usa para recolectar frotis de Papanicolaou. Es una espátula de madera con aberturas en forma de U en un lado y una superficie plana en el otro. El extremo ancho es para la recolección de muestras vaginales y el extremo estrecho para la recolección de muestras cervicales. Se gira 360 grados en la vagina para obtener las células que se enviarán para la prueba de Papanicolaou.
Estudios recientes han demostrado que las espátulas de punta larga (dispositivo Aylesbury) o un citocepillo junto con una espátula de punta extendida son mejores que la espátula Ayre para recolectar células endocervicales. Sin embargo, la espátula de Ayre sigue utilizándose para la recolección de muestras de cuello uterino en los países de menores ingresos. La espátula Ayre se introduce en el cuello uterino después de visualizar el orificio con un espéculo. Las muestras de citología se obtienen girando la espátula firmemente sobre el ectocérvix y transfiriendo rápidamente las células a un portaobjetos o frasco.
La espátula Ayre fue inventada por James Ernest Ayre y Georgios Papanicolaou. A Ayre se le otorgó una patente en 1949 y donó las ganancias de las ventas de la espátula a la Sociedad Americana del Cáncer.